# Grammaire des cas
La grammaire des cas est une théorie d'analyse grammaticale créée à partir de 1968 par le linguiste américain Charles J. Fillmore dans le contexte de la grammaire transformationnelle. Selon cette théorie, une phrase est constituée d'un verbe qui est combiné avec un ou plusieurs cas profonds (également appelés rôles sémantiques), tels que l'Agent, le Lieu ou l'Instrumental.
Dans la théorie de Fillmore, le verbe sélectionne un certain nombre de cas profonds qui forment son cadre casuel. Ainsi, le cadre casuel fournit des informations importantes sur la valence sémantique de verbes, d'adjectifs et de noms. Les cas profonds sont soumis à un certain nombre de restrictions ; par exemple, un cas profond ne peut apparaître dans une phrase qu'une fois. Il existe des cas obligatoires, tandis que d´autres sont facultatifs. Il n´est pas permis de supprimer des cas obligatoires ; ce faisant, on obtient des phrases agrammaticales.
Une hypothèse fondamentale de la grammaire des cas est que les fonctions grammaticales, comme le sujet ou le complément d´objet, sont sélectionnées en fonction de cas profonds. Fillmore (1968) postule l´existence d´une hiérarchie dans une règle universelle qui décrit la sélection du sujet :
Agent (A) < Instrument (I) < Objet (O)
Ceci veut dire: Si le cadre casuel d'un verbe contient un Agent, celui-ci prend la fonction du sujet dans une proposition active; sinon, le cas profond qui suit dans la hiérarchie (c.-à.-d. l'Instrument) est réalisé dans la fonction du sujet.
(1) John (A) opened the door (O).
(2) The key (I) opened the door (O).
Dans la première phrase (qui contient un Agent), l'Agent devient le sujet ; dans la deuxième, faute d'Agent, c´est l'Instrument qui devient le sujet de la phrase.
Le nombre des cas profonds (ou rôles sémantiques) varie considérablement. Ainsi, en 1968, Fillmore distingue six rôles sémantiques (Agentif, Instrumental, Datif, Factitif, Locatif, Objectif), avant de proposer une liste de neuf cas en 1971 :
- Agent (Pierre répare sa voiture.)
- Expérienceur (Marie méprise le comportement de son père.)
- Instrument (J'ouvre la porte avec la clé.)
- Objet (Le gouvernement a érigé un monument.)
- Source (La plupart des spams viennent des États-Unis.)
- But (Les enfants vont à la plage.)
- Lieu (Sous le pont Mirabeau coule la Seine. Apollinaire)
- Temps (Garde-toi de chercher ce qui sera demain. Horace)
- Chemin (Nous passâmes le long du Rhin.)

La réalisation syntaxique des rôles sémantiques dépend du verbe : l'Expérienceur est le sujet du verbe mépriser dans l´exemple donné plus haut, mais il est le complément d'objet direct du verbe troubler dans la phrase suivante : Vous avez oublié les choses qui la troublent (= qui troublent votre fille).
De même, on constate des différences entre les langues. Ainsi, la phrase allemande qui correspond à l´anglais I am cold (l'Expérienceur dans la fonction du sujet; cf. J´ai froid en français) est Mir ist kalt, où l´Expérienceur se trouve dans la position du complément d'objet indirect.
L'influence de la grammaire des cas sur la linguistique contemporaine a été considérable, à tel point que nombre de théories linguistiques incorporent, plus ou moins directement, les cas profonds dans leurs conceptions, comme le rôle thêta dans la Théorie de la rection et du liage de Noam Chomsky. La grammaire des cas a également inspiré la recherche dans le domaine de l'intelligence artificielle.
Dans les années 1970 et 1980, Charles Fillmore continua à développer ses théories, présentant finalement la Sémantique des cadres (Frame Semantics).

## Sources
- Fillmore, Charles J. (1968): „The Case for Case“. In: Bach & Harms (Ed.): Universals in Linguistic Theory. New York: Holt, Rinehart, and Winston, 1-88.
- Fillmore, Charles J. (1971): „Some problems for Case Grammar“. In: R.J. O´Brien (Ed.): 22th Annual Round Table. Linguistics: Developments of the sixties – viewpoints of the seventies, Vol. 24 de Monograph Series on Language and Linguistics, Georgetown University Press, Washington D.C., 35-56.
- Glück, Helmut (Ed.) (2000): Metzler Lexikon Sprache. Stuttgart/Weimar: Verlag J.B. Metzler.